# DJ Aligator
DJ Aligator, pseudonimo di Aliasghar Movasat (in persiano علی‌اصغر مواساط‎; Teheran, 10 marzo 1975), è un disc jockey e produttore discografico iraniano naturalizzato danese.
Il suo singolo più conosciuto è The Whistle Song (2000).

## Discografia

### Album studio
- 2000 - Payback Time
- 2002 - The Sound of Scandinavia
- 2005 - Music Is My Language
- 2009 - Kiss My B-ass
- 2012 - Next Level